# Glyptolepis
Glyptolepis (лат.) — род вымерших лопастепёрых рыб из семейства Holoptychiidae отряда поролепообразных. Их ископаемые остатки найдены в Европе (Россия, Ирландия), в слоях с девона по начало каменноугольного периода (383,7—360,7 миллионов лет назад).

## Описание
У них была большая плоская голова с мощным ртом и маленькими глазами. Предположительный образ жизни: придонные хищники, подстерегавшие жертву в засаде.

## Классификация
По данным сайта Paleobiology Database, на декабрь 2021 года в род включают 6 вымерших видов:
- † Glyptolepis baltica
- † Glyptolepis elegans
- † Glyptolepis groenlandica
- † Glyptolepis leptopterus
- † Glyptolepis microlepidotus
- † Glyptolepis paucidens